# Paruromys dominator
Genre
Espèce
Statut de conservation UICN

 LC  : Préoccupation mineure
Paruromys est un genre de rongeurs de la sous-famille des Murinés. Il ne comporte qu'une espèce Paruromys dominator (Thomas, 1921) de Sulawesi.
Paruromys ursinus (Sody, 1941) et Paruromys frosti (Ellerman, 1949) sont synonymes de Paruromys dominator (Thomas, 1921).